# Agrypon fulvipilum
Agrypon fulvipilum là một loài tò vò trong họ Ichneumonidae.